# Министерство на външните работи (Китай)
Министерството на външните работи на Китайската народна република (на китайски: 中华人民共和国外交部) е първият класиран изпълнителен отдел към Държавния съвет на правителството на Народна република на Китай, отговорен за външните отношения на Китайската народна република. Министерството се ръководи от външния министър, понастоящем държавен съветник Ван И. Агенцията е със седалище в район Чаоян, Пекин.

## Структура
Министерството се състои от 29 отделни служби, включително отдели, отговарящи за конкретни региони, области на политика, както и администрация на самото министерство. Всеки офис се ръководи от генерален директор с поне двама заместник генерални директори.